# Batalla del Mont Hercte
La batalla del Mont Hercte inclou una sèrie d'enfrontaments realitzats en el marc de la Primera Guerra Púnica entre les tropes romanes i cartagineses en el territori que va des de Panorm (avui Palerm) a Drèpana (actual Trapani).

## Preludi
Palerm va ser conquerida per Roma el 254 aC i posteriorment defensada contra el contraatac cartaginès en la batalla de Panorm. Drèpana havia vist a les seves costes la  victòria de la flota cartaginesa sobre Publi Claudi Pulcre I, que intentava posar setge a la ciutat com Lilibèon.
Roma, a més de la derrota de Publi Claudi Pulcre I, patí en el mateix període un altre desafortunat naufragi d'una gran flota, aquesta vegada comandada per Luci Juni Pul·le.
Després d'aquests episodis, la guerra entre Roma i Cartago es limità a cinc anys de petites incursions en territori enemic; Roma va colpejar a Àfrica i Cartago a Sicília. Malgrat tot, sense una flota romana operativa, Cartago va ser incapaç de colpejar Roma directament a la regió del Laci, potser temerosos de les conseqüències, ja que Cartago no va poder obtenir un préstec de 2.000 talents que va demanar al rei Ptolemeu II Filadelf d'Egipte.
En aquest context, Luci Juni Pul·le, de tornada del naufragi a la costa sud de Sicília, va decidir fer una gran ofensiva. Al menor pretext van atacar i ocupar el Mont Erix, prenent també el temple d'Afrodita Ericina, a la cimera.

## Amílcar
En aquesta situació d'estancament, Amílcar Barca, pare del general cartaginès Hanníbal, va ser l'encarregat de la defensa de les zones de Sicília en mans de Cartago. És significatiu que encara que les seves accions no van ser decisives, Amílcar mai va ser derrotat per les legions de Roma. Comandant de la flota, Amílcar realitzà diversos atacs a Calàbria, i finalment va escollir el Mont Hercte com a centre d'operacions, des d'on va adoptar una tàctica de guerrilles, assetjant constantment als romans durant un període de tres anys. Després d'aquest temps, es desplaçà al Mont Erix, atacant als romans de la guarnició i ocupant la ciutat del mateix nom.

## Conseqüències
Després de la seva decisiva victòria sobre l'armada cartaginesa a la batalla d'Egusa, Gai Lutaci Catul va renovar el setge i va conquerir Lilibèon, escampant Amílcar i al seu exèrcit a Sicília, entre les poques fortaleses que encara controlava Cartago. Sense recursos per construir una nova flota o per reforçar les tropes terrestres, Cartago va admetre la seva derrota i va signar un tractat de pau amb Roma, donant conclusió així a la primera guerra púnica. Siracusa conservà la part oriental de l'illa i la resta formà la Província romana de Sicília, la primera fora de la península Itàlica.